# George Jones (Georgia szenátora)
George Jones (Savannah, 1766. február 25. – Savannah, 1838. november 13.) az Amerikai Egyesült Államok szenátora (Georgia, 1807).